# Viktor Šuvalov
Viktor Grigorjevič Šuvalov (rusko Виктор Григорьевич Шувалов), ruski hokejist, * 15. december 1923, Ruzajevka, Rusija, † 19. april 2021.
Šuvalov je v sovjetski ligi igralza kluba CSKA Moskva in VVS MVO Moskva, na 150-ih prvenstvenih tekmah je dosegel 222 golov. Za sovjetsko reprezentanco je nastopil na enih olimpijskih igrah, na katerih je osvojil zlato medaljo, in dveh svetovnih prvenstvih (brez olimpijskih iger), na katerih je osvojil po eno zlato in srebrno medaljo. Za reprezentanco je nastopil na 51-ih tekmah, na katerih je dosegel 40 golov.

## Pregled kariere
Odebeljeno - reprezentančni nastopi, glej tudi Statistika pri hokeju na ledu.
| Moštvo          | Liga                 | Sezona |    | Redni del | Redni del | Redni del | Redni del | Redni del | Redni del |   | Končnica | Končnica | Končnica | Končnica | Končnica | Končnica |
| --------------- | -------------------- | ------ | -- | --------- | --------- | --------- | --------- | --------- | --------- | - | -------- | -------- | -------- | -------- | -------- | -------- |
| Moštvo          | Liga                 | Sezona | OT | G         | P         | T         | +/-       | KM        | OT        | G | P        | T        | +/-      | KM       |          |          |
| Sovjetska zveza | Svetovno prvenstvo A | 54     |    | 7         | 7         |           | 7         |           |           |   |          |          |          |          |          |          |
| Sovjetska zveza | Svetovno prvenstvo A | 55     |    | 8         | 6         |           | 6         |           |           |   |          |          |          |          |          |          |
| Sovjetska zveza | Olimpijske igre      | 56     |    | 7         | 5         |           | 5         |           |           |   |          |          |          |          |          |          |
| Skupaj          |                      |        |    | 22        | 18        |           | 18        |           |           |   |          |          |          |          |          |          |